# Pantelimon (Bucarest)

Pantelimon all'interno della mappa di Bucarest

Pantelimon è un quartiere di Bucarest. Situato a est della capitale romena, nel Settore 2, prende il nome dalla chiesa di San Pantaleone del 1735 (in romeno Sfântul Pantelimon).
Vi hanno sede uno tra i più grandi centri commerciali di Bucarest "Mega Mall", il complesso sportivo "Lia Manoliu", con l'Arena Națională, il maggior stadio del paese, la stazione ferroviaria Est (Gara de est - București Obor) e l'ex l'ospedale per il recupero dei lavoratori (Spitalul de recuperare a forţei de muncă in romeno), conosciuto in precedenza come ospedale psichiatrico Marcutza (Sanatoriul Mărcuţa in romeno), in cui fu ricoverato il letterato Mihail Eminescu.

## Trasporti
Il quartiere è servito dall'omonima stazione della linea M1 della metropolitana di Bucarest e dagli autobus urbani STB.